# Маріт Екерн
Маріт Екерн Єнсен (норв. Marit Økern Jensen; народилася 4 квітня 1938 року) — норвезька орієнтувальниця, срібна призерка Чемпіонату Європи. Дочка норвезького лижника Гаральда Екерна.

## Життєпис
Виросла у спортивній сім'ї. Її батько Гаральд Екерн був відомим лижником, двічі перемагав на Голменколленському лижному фестивалі та виступав на Олімпіаді у Шамоні. Кузен Олав Екерн також був лижником і брав участь у Олімпіаді у Санкт-Моріці.
Маріт Екерн, як і батько, виступала за Берумс Скіклуб. У 1959 році вона вперше виграла національний чемпіонат у індивідуальній дисципліні. Впродовж наступних чотирьох років Маріт Екерн отримувала золоті медалі. Лише у 1964 році переможна серія закінчилася. Але наступного року Маріт знову стала чемпіоном Норвегії. Також вона тричі ставала володаркою Королівського кубка, у 1962, 1963 та 1965 роках.
На першому Чемпіонаті Європи зі спортивного орієнтування 1962 року Маріт Екерн посіла друге місце у індивідуальних змаганнях серед жінок, поступившись шведській спортменці Уллі Ліндквіст. Також у складі норвезької команди вона посіла друге місце у неофіційних змаганнях з естафети. Хоча змагання з естафети і проводились під час чемпіонату, вони не визнавалися його частиною. На наступному чемпіонаті, що відбувся у 1964 році, Маріт Екерн посіла сьоме місце у індивідуальних змаганнях. У естафеті, котра на цей раз була визнана частиною чемпіонату, норвезька команда посіла четверте місце.
Починаючи з 1959 року Маріт Екерн постійно брала участь у Чемпіонаті Північної Європи зі спортивного орієнтування. На чемпіонаті Маріт посіла 11 місце у індивідуальних змаганнях. Через два роки, на наступному чемпіонаті, вона посідає п'яте місце. На чемпіонаті 1963 року Маріт знову посідає п'яте місце у індивідуальних змаганнях та здобуває золото у новій дисципліні — естафеті. 1965 року Маріт Екерн посідає четверте місце у індивідуальних змаганнях та у складі норвезької команди знову стає чемпіоном. Наступний чемпіонат, що відбувся у 1967 році був менш вдалим. У індивідуальних змаганнях Екерн стала сьомою, а у естафеті здобула срібні нагороди. Це був останній чемпіонат за участю Маріт Екерн.